# Powstanie w Hercegowinie (1875–1878)
Powstanie w Bośni i Hercegowinie 1875–1878.
Powodem wybuchu powstania w Hercegowinie był wyzysk i grabieże ze strony Turków. Dnia 1 lipca 1875 r. doszło do pierwszej bitwy pod wsią Metkovici. W krótkim czasie powstanie rozszerzyło się na Bośnię. Siły partyzantów liczące 12 000 ludzi obległy garnizony tureckie, tocząc drobne potyczki z przeciwnikiem. W listopadzie w bitwie pod Muratovici 4000 partyzantów pokonało 5-tysięczne siły tureckie. W roku 1876 pomoc powstańcom udzieliły Serbia i Czarnogóra, które wypowiedziały wojnę Turcji. W maju 1877 r. powstanie weszło w decydującą fazę, po początkowych sukcesach Turkom udało się jednak odebrać rebeliantom zdobyte przez nich tereny. W tej sytuacji resztki powstańców wycofały się w góry rozpoczynając walki partyzanckie.